# Motorspritze Typ II

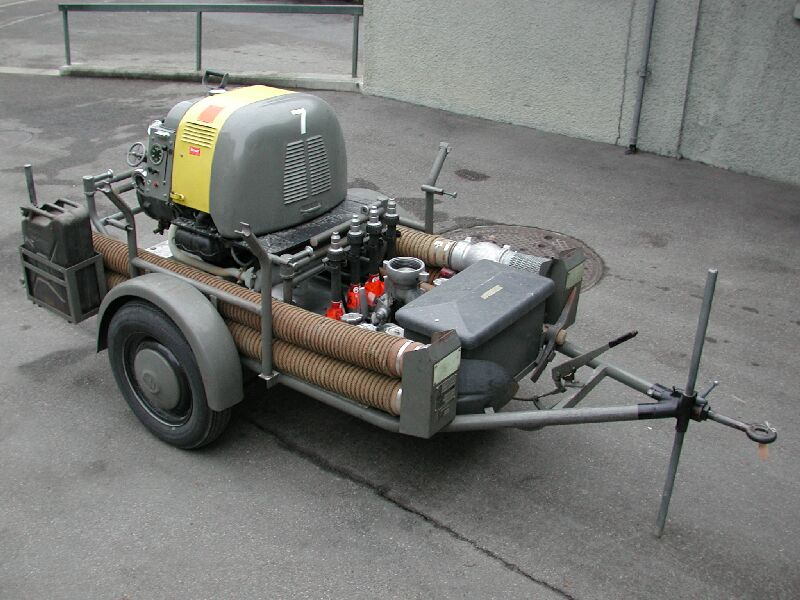
Motorspritze Typ II auf Anhänger

Die Motorspritze Typ II, auch MS Typ II, ist eine tragbare Motorpumpe, die üblicherweise – zusammen mit dem passenden, feuerwehrtechnischen Zubehör – auf einem Anhänger transportiert wird. Das Gerät dient dazu, unabhängig von vor Ort vorhandenen Hydranten Wasser aus fliessenden und stehenden Gewässern anzusaugen und auch über grössere Entfernungen zu transportieren.
Die Motorspritze wurde 1965 für den Schweizer Zivilschutz von der damaligen Firma Vogt & Cie. (heute: Vogt AG) entwickelt und ist die leistungsfähigere Variante der zuvor ebenfalls von der gleichen Firma entwickelten tragbaren Zivilschutzmotorspritze Typ I. In der Folge waren an der Produktion mehrere Betriebe beteiligt, so unter anderem die Fega-Werke in Zürich, die Contrafeu AG in Bern.
Die MS Typ II wird bei der Schweizer Feuerwehr sowie dem Schweizer Zivilschutz bei der Brandbekämpfung zur Löschwasserförderung bzw. dem Löschwassertransport und bei der Hilfeleistung zum Auspumpen überschwemmter Gebäude eingesetzt.